# 14981 Uenoiwakura
14981 Uenoiwakura è un asteroide della fascia principale. Scoperto nel 1997, presenta un'orbita caratterizzata da un semiasse maggiore pari a 2,8788952 UA e da un'eccentricità di 0,0689835, inclinata di 2,82842° rispetto all'eclittica.